# BTS (grup de música)
BTS (hangul: 방탄소년단, romanització: BangTan Sonyeondan), també coneguts com a Bangtan Boys, és un grup musical que prové de Corea del Sud i que es va formar l'any 2010 i va debutar l'any 2013 per la companyia Big Hit Entertainment. El grup - compost pels membres RM (Kim NamJoon), Jin (Kim Seok-Jin), Suga (Min Yoon-Gi), J-Hope (Jung HoSeok), Jimin (Park Jimin), V (Kim TaeHyung) i JungKook (Jeon JungKook) - coescriu i coprodueix gran part de la seva música.
Originalment un grup de hip hop, el seu estil musical ha evolucionat per incloure una àmplia gamma de gèneres. Les seves lletres, sovint centrades en comentaris personals i socials, toquen els temes de la salut mental, els problemes de la joventut en edat escolar i l'arribada d'edat, la pèrdua, el viatge cap a l'amor propi i l'individualisme. El seu treball sovint fa referència a la literatura i els conceptes psicològics. Inclou també una història alternativa de l'Univers de BTS.
Després de debutar el 2013 amb el seu únic àlbum 2 Cool 4 Skool, BTS va llançar el seu primer àlbum d'estudi en coreà, Dark & Wild, i l'àlbum d'estudi en japonès, Wake Up, el 2014. El segon àlbum d'estudi coreà, Wings (2016), va ser el primer a vendre un milió de còpies a Corea del Sud. El 2017, BTS va entrar en el mercat de la música global, dirigint l'onada de la cultura coreana (Korean Wave) als Estats Units i batent nombrosos rècords de vendes. Es van convertir en el primer grup coreà en rebre una certificació de la Recording Industry Association of America (RIAA) pel seu senzill "Mic Drop", així com el primer acte coreà en encapçalar el Billboard 200 amb el seu àlbum d'estudi Love Yourself: Tear (2018). BTS es va convertir en un dels pocs grups des que the Beatles van guanyar quatre àlbums número u als Estats Units en menys de dos anys, i Love Yourself: Answer (2018) va ser el primer àlbum coreà certificat platí per la RIAA. El 2020, BTS es va convertir en el primer acte de Corea del Sud en arribar al número u en el Billboard Global 200 i el Billboard Hot 100 dels Estats Units amb el seu senzill "Dynamite" nominat als Grammy. Els seus següents llançaments "Savage Love", "Life Goes On", "Butter" i "Permission to Dance" van fer que BTS fos el més ràpid en acumular cinc singles número u dels Estats Units des de Michael Jackson.
Després d'haver venut més de 20 milions d'àlbums en el Gaon Music Chart, BTS és l'artista més venut en la història de Corea del Sud i té l'àlbum més venut a Corea del Sud: Map of the Soul: 7. Són el primer grup de parla asiàtica i no anglesa en ser nomenat Federació Internacional de la Indústria Fonogràfica (IFPI), Global Recording Artist of the Year (2020), en la llista Top Touring Artists of the 2010 de Billboard (plaça en el número 45), i en titular i exhaurir entrades al Wembley Stadium i al Rose Bowl Stadium (Love Yourself World Tour el 2019). Va aparèixer a la portada internacional de Time com a "líders de la generació següent" i anomenats "princeps del pop", BTS també ha aparegut a les llistes de la revista de les 25 persones més influents a Internet (2017–2019) i les 100 persones més influents del món (2019). Les nombroses aclamacions del grup inclouen sis American Music Awards, nou Billboard Music Awards, 24 Golden Disk Awards i nominacions per a un Grammy i un Brit Award.
Més enllà de la música, es van associar amb UNICEF per establir la campanya anti-violència Love Myself, es van dirigir a tres Assemblees Generals de les Nacions Unides i es van convertir en els receptors més joves de l'Orde del Mèrit Cultural del President de Corea del Sud a causa de les seves contribucions en la difusió de la cultura i la llengua coreanes. Tanmateix, l'any 2022 van ser el grup estrella en la inauguració de la Copa del Món de Futbol del 2022 a Qatar, estat greument acusat de vulnerar drets humans en diversos àmbits —fet pel qual BTS va rebre fortes crítiques per la seva hipocresia i blanqueig de la repressió i de la dictadura qatariana.

## Nom
El nom del grup, BTS, prové del coreà Bangtan Sonyeondan (en coreà: 방탄소년단; hanja: 防彈|少年|團.), que literalment significa "Bulletproof Boy Scouts" (Boy Scouts a prova de bales). D'acord amb el membre J-Hope, el nom representa el desig grupal de "bloquejar els estereotips, les crítiques i les expectatives que persegueixen els adolescents com les bales. Al Japó, es coneixen com Bōdan Shōnendan (防弾少年団), que es tradueix de manera similar. Al juliol de 2017, BTS va anunciar que el seu nom també significaria "Beyond the Scene" (més enllà de l'escena) com a part de la seva nova identitat. Això va estendre el significat del seu nom a "el creixement dels joves membres de BTS, que va més enllà de les realitats a les quals s'enfronten, i segueixen endavant. 

## Carrera

### 2012-2014: Formació i primers anys
BTS va començar la seva formació el 2010 després que el CEO de Big Hit Entertainment, Bang Si-hyuk, es reunís amb el líder del grup RM i quedés impressionat amb el seu rap. BTS originalment havia de ser un grup de hip hop similar a 1TYM de YG Entertainment, però entre la seva formació inicial i el seu debut, Bang Si-hyuk va decidir crear un grup d'ídols similar a Seo Taiji and Boys que eren populars en els anys 90. Un grup capaç de fer música socialment conscient sense les restriccions per les que eren conegudes les bandes de K-pop, capaços de ser sincers i genuïns en un moment en què les bandes de K-pop estaven molt regulades. El grup va aparèixer en diverses cançons d'artistes com 2AM i Lee Seung-gi abans que el seu debut fos posposat (originalment havien de debutar el 2011). Més tard van ser reorganitzats en un grup d'ídol més tradicional. Sis mesos abans del seu debut, van començar a guanyar popularitat per la seva presència en diverses xarxes socials, així com publicant versions de cançons a YouTube i SoundCloud.
| Nom                           | Hangul | Data de naixement       | Lloc de naixement      | Posició principal                                      |
| ----------------------------- | ------ | ----------------------- | ---------------------- | ------------------------------------------------------ |
| Kim Namjoon (Rap Monster, RM) | 김남준 | 12 de setembre del 1994 | Corea del Sud Ilsan-gu | Líder, raper i ballarí                                 |
| Kim Seokjin (Jin)             | 김석진 | 4 de desembre del 1992  | Corea del Sud Gwacheon | Vocalista, visual, ballarí i hyung (més gran del grup) |
| Min Yoongi (Suga)             | 민윤기 | 9 de març del 1993      | Corea del Sud Daegu    | Raper principal i ballarí                              |
| Jung Hoseok (J-Hope)          | 정호석 | 18 de febrer del 1994   | Corea del Sud Gwangju  | Raper, ballarí principal i vocalista ocasional         |
| Park Jimin (Jimin)            | 박지민 | 13 d'octubre del 1995   | Corea del Sud Busan    | Vocalista i ballarí                                    |
| Kim Taehyung (V)              | 김태형 | 30 de desembre del 1995 | Corea del Sud Daegu    | Vocalista i ballarí                                    |
| Jeon Jungkook (Jungkook)      | 전정국 | 1 de setembre del 1997  | Corea del Sud Busan    | Vocalista, ballarí i maknae (més jove del grup)        |

## Discografia
El grup ha publicat un single, cinc mini àlbums, dos àlbums complets, un repackage, una extensió i un àlbum especial a Corea del Sud. Al Japó, han publicat set singles i dos àlbums. El seu segon àlbum complet coreà, "Wings", ha batut el rècord de l'àlbum sud-coreà millor posicionat a Billboard 200, entrant al número 26. "Wings" també els va convertir en els primers artistes sud-coreans a entrar a la llista d'àlbums del Regne Unit, Official Charts Company, al número 62. També van ser els únics artistes de Corea del Sud en entrar als Billboard Canadian Albums dos vegades i amb la millor posició en el número 19. Al Japó han arribat al número 1 de la llista Oricon a la categoria de Single i Àlbum, convertint-se en els primers artistes estrangers a conseguir-ho. A més, amb el single en versió japonesa de "Blood Sweat & Tears", van batre el rècord de l'artista estranger que va aconseguir vendre més ràpidament 200.000 copies d'un disc des del seu debut. També, els seus tres rapers, RM, Suga i J-hope han tret projectes individuals. RM, dos mixtapes: unal 2015 titulat RM, l'altre al 2018 titulat mono. Suga al 2016 un mixtape titulat Agust D (que és el seu nom en solitari) i J-hope al 2018 titulat Hope World, juntament amb un single al 2019, anomenat Chicken Noodle Soup, en el qual també participa la cantant nord-americana Becky G.

## Premis i reconeixements
La banda ha rebut cinc premis al millor artista nou a Corea del Sud, incloent el premi a New Artist of the Year dels Melon Music Awards de 2013, a més dels dos premis a millor artista nou al Japó i un a la Xina. El 2015 també van rebre un MTV EMA com a millor artista coreà i una nominació a millor artista asiàtic. El 2016 van rebre el premi deasang a l'artista de l'any en els Mnet Asian Music Awards i el premi a millor àlbum de l'any en els Melon Music Awards per "The Most Beautiful Moment In Life: Young Forever". La seva popularitat internacional i la seva presència a les xarxes socials els va portar a ser el primer grup de K-Pop a ser nominat i rebre un premi als Billboard Music Awards 2017, en concret, a la categoria de Top Social Artist dues vegades en 2017 i 2018, després de rebre 300 milions de vots. Van ser les celebritats que més interaccións van rebre al Twitter a l'any 2017 en tot el món (502 milions de retwitts i agradaments).
Han fet cinc gires: dues gires mundials, dues a l'Àsia i una al Japó, atraient a més de 600.000 espectadors i actuant a l'Àsia, Oceania, Amèrica del Nord i Amèrica del Sud. També han participat en festivals internacionals com Summer Sonic el 2015 i KCon el 2014 i el 2016.
El diumenge 27 de maig del 2018, Love Yourself: Tear va pujar fins al top 1 de la llista Billboard 200. “La primera en llengua estrangera en assolir el lloc número en més de 12 anys", segons Billboard.
I el 18 d'agost van tornar amb el seu single "IDOL" amb una col·laboració inesperada amb Nicki Minaj. Love Yourself: Answer va ser el segon àlbum d'ells en arribar 1r en els Billboard 200 i estan nominats en American Music Awards (AMA)
BTS va atendre a UN per fer un discurs sobre amar-se a si mateixos (Love Yourself) i sobre la seva campanya "Love Myself". RM va ser el líder del discurs amb algunes paraules meravelloses d'expressar-se com a si mateixos (Speak Yourself).

## Recepció crítica
El grup ha captat l'atenció de la premsa per la seva música i actuacions no només a Corea del Sud, sinó també internacionalment, en especial a partir de la publicació de The Most Beautiful Moment in Life, Part 1. Billboard va dir de l'àlbum que “tot i ser un grup dedicat al hip-hop, l'àlbum marca un moment més suau per al grup, que ha rebaixat la intensitat (...) per a obtenir un enfocament més melòdic que aconsegueix mantenir el seu característic rap mordaç a cada cançó”. Sobre la segona part de l'àlbum va assegurar que «Never Mind i House of Cards semblen algunes de les actuacions més sinceres que el grup ha creat. Les dues parlen de la pressió i les preocupacions de ser jove i reeixit, amb House of Cards que sona com un crit d'ajuda (...) és en aquests moments quan BTS demostra que tenen algun element que els diferencia clarament d'altres boy bands».
Per l'altra banda, la revista Spin va declarar que RM «realment té possibilitats de deixar la seva marca als Estats Units», mentre que Vice va dir que «té un My Beautiful Dark Twisted Fantasy dins seu, però està més a prop en esperit d'artistes joves com Earl Sweatshirt i Chance the Rapper».
A més, amb The Most Beautiful Moment in Life, Part 1 el grup va entrar a la llista de Fuse dels millors 27 àlbums de 2015 fins al moment, i BTS es van convertir en els únics artistes sud-coreans en aconseguir-ho. La mateixa revista va declarar al grup com «la consciència social del K-pop» assegurant que «són un bon exemple de grup que està trobant la manera de parlar sincerament de temes que consideren importants, fins i tot en una societat conservadora». El seu ball ha sigut comentat també per la revista Cosmopolitan i Teen Vogue va afirmar que «BTS s'esforça per crear música i actuacions autèntiques i de qualitat que valen més que els prejudicis contra les boy bands».
La gran activitat del grup a les xarxes socials també ha cridat l'atenció de la premsa, que ha assenyalat que tot el contingut dels seus canals de Youtube i V App creen un ecosistema propi que atrau nous fans i manté actualitzats als antics. La presència del grup a Twitter en particular els ha atorgat diversos assoliments. Entre altres, van aconseguir el Golden Tweet de 2015 a Corea del Sud gràcies a una fotografia del grup que va ser retuitejada més de 2,9 milions de vegades i al 12 de maig es van convertir en el primer grup de K-pop a tenir la seva pròpia emoticona a la xarxa social. A més, segons la revista Forbes, van ser els artistes més retuitejats del món al mes de març de 2016, superant a Kanye West al segon lloc per més d'1,6 milions de retuits.

## Filantropia
BTS s'ha involucrat en diverses campanyes caritatives. El 2015 van donar 7 tones d'arròs (7.187 kg) a la cerimònia d'inauguració de K-Star Road feta a Apgujeong-dong, Corea del Sud. A l'any següent van participar en ALLETS's “Let’s Share the Heart” en col·laboració a la campanya de caritat amb Naver per a recaptar donacions per a LISA, una caritat per a combatre la ceguera, inclosa la recerca en el tractament de la degeneració macular i una activitat per a la millora de la visibilització de les discapacitats visuals. L'abril de 2018, el grup va participar en el tribut a “Dream Still Lives” de Stevie Wonder per a Martin Luther King Jr. amb altres celebritats compartint els somnis i esperances per al món. Es va revelar que el mateix Stevie Wonder va demanar al grup que hi participés.
El gener de 2017, els telediaris coreans van reportar que BTS i Big Hit Entertainment van donar 100.000.000 Wn (76.000,000 EUR) a 4/16 Famílies de Sewol per a la Veritat i Una Societat Més Segura, una organització connectada a les famílies del Naufragi del Ferry de Sewol de 2014. Cada membre va donar 10.000.000 Wn (4.600,00 EUR) i Big Hit Entertainment va donar 30.000.000 Wn (22.800,00 EUR) addicionals. Se suposava que la donació havia de ser un secret. Més tard, aquell any, BTS va llençar la seva campanya Love Myself, una iniciativa dedicada a ajudar a “protegir i recolzar infants i adolescents víctimes de violència domèstica i escolar arreu del món…”, en col·laboració del Comitè Coreà de UNICEF. BTS planteja donar 500 milions de wons de part dels membres, 3% del les vendes de l'àlbum Love Yourself: Her i el 100% de totes les vendes del marxandatge oficial recaptat durant els pròxims dos anys. Dos mesos després del llançament de la campanya es van recaptar 106.000.000 Wn (80.455,00 EUR) que, afegint-hi els fons totals van ser 606.000.000 Wn (459.963,00 EUR).
Els membres del grup també s'han involucrat en altres campanyes filantròpiques. Des de 2016 Jimin ha donat suport als estudiants graduats de l'escola Primària de Busan Hoedong cobrint les despeses dels uniformes. Quan es va revelar que l'escola tancaria, va donar els diners per als uniformes d'estiu i hivern als últims alumnes i va regalar àlbums autografiats a tots els estudiants del centre. Per al seu 25è aniversari, Suga va donar 10 kg de carn coreana de primera qualitat a 39 orfenats a Corea sota el nom del fan club de BTS, l'ARMY.

## Filmografia
| 2013 - No More Dream - No More Dream (Dance Ver.) - We Are Bulletproof Pt. 2 - N.o 2014 - Boy in Luv (상남자) - Boy in Luv (상남자) (Dance Ver.) - Just One Day (하루만) - Danger - War of Hormone (호르몬전쟁) 2015 - I Need U - I Need U (Original Ver.) - Dope (쩔어) - Run 2016 - Epilogue: Young Forever - Fire (불타오르네) - Fire (불타오르네) (Dance Ver.) - Save Me - Blood Sweat & Tears (피 땀 눈물) 2017 - Spring Day (봄날) - Not Today - DNA - MIC Drop (Steve Aoki Remix) 2018 - Fake Love - Fake Love (Rocking Vibe Ver) - Idol - Idol (ft. Nicki Minaj) 2019 - Boy With Luv (ft.Halsey) - Lights MV 2020 - Interlude: Shadow - Outro: Ego - Black Swan - ON - Dynamite - Life goes on 2021 - Butter - Permission to dance 2023 - Take two | 2014 - No More Dream (Japanese Ver.) - Boy in Luv (Japanese Ver.) - Danger (Japanese Ver.) 2015 - For You - I Need U (Japanese Ver.) 2016 - Run (Japanese Ver.) 2017 - Blood Sweat & Tears (Japanese Ver.) (血、汗、涙) - MIC Drop (Japanese Ver.) |

## Gires musicals
| Gires musicals - BTS Live Trilogy. Episode II: The Red Bullet (2014-2015) - First Japan Tour Wake Up: Open Your Eyes (2015) - Highlight Tour (2015) - BTS Live The Most Beautiful Moment in Life On Stage (2015-2016) - BTS Live The Most Beautiful Moment in Life On Stage: Epilogue (2016) - BTS Live Trilogy. Episode III: The Wings Tour (2017) - Love Yourself Tour (2018) - Speak Yourself Stadium Tour (2019) - Map of The Soul Tour (2020-?) Concerts - 2015 BTS Live Trilogy. Episode I: BTS Begins (2015) | Fan meetings - BTS 1st Fan Meeting: Muster (2014) - Japan Official Fan Meeting Vol.1 (2014) - Are We Late? (2014) - Japan Official Fan Meeting Vol.2: [ZIP CODE: 22920] (2015) - BTS 2nd MUSTER: [ZIP CODE: 22920] (2016) - BTS 3rd MUSTER: House of ARMY (2016) - Japan Official Fan Meeting Vol.3: Reaching You (2016) - BTS 4th MUSTER: Happy Ever After (2018) - Japan Official Fan Meeting Vol.4: Happy Ever After (2018) - BTS 5th MUSTER: MAGIC SHOP (2019) - Japan Official Fanmeeting Vol.5: Magic Shop (2019) |